# Лабеллумы
Лабеллумы — видоизменённые нижнегубные щупики двукрылых, имеющие вид двух полукруглых присосок с расположенным между ними отверстием по центру для приёма пищи. К этому отверстию сходятся погружённые под поверхность лабеллумы псевдотрахеи — тонкие трубочки с мелкими порами, которые погружены склеритами. Полужидкая пища отфильтровывается через поры. Попадая в псевдотрахеи, жидкая пища попадает в пищевое отверстие, которое окружают крепкие зубцы. При выворачивании лабеллумов зубцы оголяются и служат для дробления твёрдых субстратов, при складывании лабеллумов они опускаются внутрь. Из-за эластичности и мягкости мембраны лабеллумов, хоботок мух способен охватывать мелкие частички пищи, плотно прижиматься к субстратам и проникать в узкие щели. Лабеллумы двигаются с помощью отдельных склеритов.